# ATK (축구단)
ATK는 인도 콜카타를 연고지로 하는 축구 클럽이었다. 

## 역사
클럽은 2014년 5월 7일 창단하였으며, 2014년 출범한 인도 슈퍼리그에 참가하였다. [2017년 7월까지 아틀레티코 데 콜카타(Atlético de Kolkata)로 불렸으며 [솔트레이크 스타디움]]을 홈구장으로 사용했다. 
창단 이후 3년간 스페인 라리가의 클럽 아틀레티코 마드리드가 공동 소유주였으나, 인도의 사업가 산지브 고엔카가 소유권을 매입하였다. 구단의 이름은 과거 그들의 공동 소유주였던 스페인 클럽의 이름에서 비롯되었다.
2020년 6월 1일 해체되어 모훈 바간 AC에 흡수되었다.

## 수상
- 인도 슈퍼리그

우승: 2014, 2016

## 역대 감독
| 감독        | 임기        |
| ----------- | ----------- |
| 로비 킨     | 2018        |
| 스티브 코펠 | 2018 ~ 2019 |